# مارس 6
المسبار مارس 6 (بالروسية: Марс-6) المعروف أيضاً باسم 3MP No.50p هو مركبة آلية غير مأهولة سوفييتية من طراز 3MP تابعة لبرنامج المريخ تم إرسالها لاستكشاف كوكب المريخ، تألفت المركبة الفضائية من مركبة هابطة ومنصة تحليق مخصصة لدراسة المريخ أثناء طيران المركبة.

## المسبار
حمل مارس 6 مجموعة من المعدات لدراسة المريخ. فقد جُهزت المركبة الهابطة بمحرار ومقياس للضغط الجوي لتحديد حالة السطح، كما جُهزت بمقياس تسارع ومقياس ارتفاع راداري لتحديد الانحدار بالإضافة إلى معدات لتحليل مواد السطح من ضمنها مطياف الكتلة. حملت منصة التحليق مقياساً للمغناطيسية، ومصيدة بلازما (بالإنجليزية: plasma trap)‏، وحساسات للأشعة الكونية والنيازك الميكروية بالإضافة إلى أداة لدراسة دفقات البروتونات والالكترونات القادمة من الشمس.
قامت شركة الطيران الفضائي الروسية لافوشكين ببناء مارس 6 الذي كان أول مركبة من طراز 3MP وتم إطلاقه إلى المريخ عام 1973 ومن بعده أُطلق مارس 7. على الرغم من أنه تم إطلاق المسبارين المداريين مارس 4 ومارس 5 قبل عام 1973 حيث كان من المفترض أن يقوما بترحيل البيانات من وإلى المركبات الهابطة؛ فقد فشل مارس 4 في الالتحاق بالمدار المخصص له أما مارس 5 فقد فُقد الاتصال به بعد أيام قليلة من التحاقه بالمدار.

## المهمة
أطلق المسبار على متن الصاروخ الحامل Proton-K المجهز بالمنصة العلوية Blok D، تم إطلاق الصاروخ من الموقع 81/23 التابع لمركز بايكونور الفضائي في 5 آب 1973 الساعة 17:45:48 ت.ع.م. قامت المنصات الصاروخية الثلاث الأولى بوضع المسبار والمنصة العلوية في مدار أرضي منخفض مؤقت قبل أن تقوم المنصة العلوية Blok D بالإطلاق ودفع المسبار مارس 6 إلى مدار شمسي يتقاطع مع مدار المريخ. قام المسبار بإجراء تصحيح للمسار في 13 آب 1973.
انفصلت المركبة الهابطة عن منصة التحليق في 12 آذار 1974 على ارتفاع 48.000 كلم (30.0000 ميل) من سطح المريخ. قامت منصة التحليق بالتحليق على ارتفاع بلغ في أدناه 1600 كلم (990 ميل) عن السطح. التقت المركبة الهابطة بالغلاف الجوي للمريخ في الساعة 09:05:53 ت.ع.م مما خفف سرعتها من 5600 إلى 600 متر في الثانية (13.000 إلى 1.300 ميل في الساعة). أطلقت بعد ذلك مظلة لتخفيف سرعة هبوط المركبة أكثر، وكان من المقدّر أن تعمل كذلك صواريخ دفع عكسية قبل ملامسة المركبة للسطح.
قامت مركبة الهبوط بإرسال بيانات لمدة 224 ثانية أثناء هبوطها عبر الغلاف الجوي المريخي، ولكن فُقد الاتصال بشكل كامل عندما كانت المركبة على وشك تفعيل صواريخ الدفع العكسية في الساعة 09:11:05 ت.ع.م. حصل هذا الخطأ بسبب وجود مشكلة في تصميم رقاقة على متن المركبة وسبب ذلك فشل المهمة خاصة وأن قسماً كبيراً من البيانات المعادة كان عديم الفائدة.